# Penicillium daleae
Penicillium daleae K.W. Zaleski – gatunek grzybów z klasy Eurotiomycetes. Mikroskopijne grzyby strzępkowe.

## Systematyka i nazewnictwo
Pozycja w klasyfikacji według Index Fungorum: Penicillium, Aspergillaceae, Eurotiales, Eurotiomycetidae, Eurotiomycetes, Pezizomycotina, Ascomycota, Fungi.
Po raz pierwszy opisał go w 1927 roku Karol Zaleski. Wyizolował go z gleby pod sosnami w Poznaniu.

## Morfologia i rozwój
Kolonia na neutralnym Raulin z 10 procentami żelatyny w szalkach Petriego rosną powoli, osiągając średnicę 24 do 26 mm w ciągu 12 dni. Upłynniają żelatynę powoli, ale całkowicie, są aksamitne lub nieco kłaczkowate, strefowane tylko niewyraźnie i na obszarze zewnętrznym, środek kolonii z szerokimi, regularnie promienistymi zmarszczkami, nieco zagłębiony i pokryty kilkoma bezbarwnych kroplami. Strefa brzeżna o szerokości 2 do 3 mm. Obszary zarodnikujące początkowo w odcieniach niebieskozielonych z ciemno żółtozielonymi odcieniami, później ciemnopomarańczowobrązowe. Rewers początkowo pomarańczowożółty, później czerwonopomarańczowy. Brak zapachu lub słaby. Konidiofory 10–200 lub 300 × 2–2,5 µm, z wierzchołkiem mniej lub bardziej powiększonym lub rozdętym, zwykle nierozgałęzione, czasami z krótkimi odgałęzieniami, wygięte, o bardzo różnej długości, wyprostowane lub wznoszące się. Penicillusy przeważnie o długości 10–12 µm, rzadziej 25–30 µm lub 40 µm, gładkościenne. Metule o wymiarach 8–20 lub 24 × 2,5–3 µm, w grupach po 2 lub 3, zwykle nierówne i nieregularnie ułożone, z wierzchołkami zwykle rozdętymi, ramiona 9–10 na 2,5–3 µm, zwykle w okółkach po 3, 5 lub 12, czasami występujące pojedynczo. Konidia 2,5–4 µm × 2,5–3 µm, znacznie różniące się wielkością, grubo ząbkowane, jajowate, wydłużone lub prawie kuliste.

## Badania naukowe
Grzyb glebowy. W Polsce wyizolowano go z osadów jeziornych, gleby, korzeni i ryzosfery brzozy brodawkowatej, sosny pospolitej i dęba szypułkowego.
Penicillium daleae ma zdolność do degradacji monomerycznego ramnogalakturonanu-II (mRG-II), złożonego polisacharydu pektynowego, powszechnie występującego w pierwotnej ścianie komórkowej roślin. Jest potencjalnym źródłem nowych pektynaz. Enzymy te mogą być również stosowane w przemyśle winiarskim i soków owocowych w celu usuwania zanieczyszczeń membran mikrofiltracyjnych i zapobieganiu krystalizacji wodorowinianu potasu.
Ekstrakt z Penicillium daleae wykazał skuteczność w zwalczaniu larw komarów malarycznych Culex quinquefasciatus i Aedes aegypti i może być stosowany jako naturalny insektycyd.